# Беляков, Николай Александрович
Никола́й Алекса́ндрович Беляко́в (1908—1988) — советский офицер, участник Великой Отечественной войны, Герой Советского Союза (1943). Полковник (1950).

## Биография
Родился 8 апреля 1908 года в деревне Пронинская Сольвычегодского уезда Вологодской губернии (ныне Красноборского района Архангельской области) в семье крестьянина. Русский.
Получил среднее образование, работал сначала в родительском крестьянском хозяйстве, с 1927 года — на 15-м Архангельском лесозаводе.
В 1930 году был призван на службу в пограничные войска ОГПУ (с 1934 — НКВД) СССР. Служил краснофлотцем в 13-м морском пограничном отряде. В 1932 году вступил в ВКП(б) и направлен на учёбу. В 1934 году окончил Третью школу пограничной охраны и войск ОГПУ имени В. Менжинского, и с этого года служил командиром взвода 1-й радиотелеграфной школы НКВД. С 1937 года — помощник командира роты связи, с 1938 — командир роты связи 10-го линейно-стрелкового полка связи НКВД.
В 1939 году окончил курсы усовершенствования командного состава погранвойск при Московском военно-техническом училище НКВД им. Менжинского. С 1939 года служил начальником учебно-технической части 4-й морской школы погранвойск, с 1940 года служил начальником учебного отдела в школе радистов-электриков Анапского учебного отряда морских пограничных частей, а с апреля 1941 года — инженер-радист в этой школе.
В начале Великой Отечественной войны оставлен на службе в этой же школе. С октября 1942 года — участник Великой Отечественной войны, прошёл всю войну на Черноморском флоте. С октября 1942 — начальник штаба 8-го отдельного батальона морской пехоты, с января 1943 — начальник штаба 325-го отдельного батальона морской пехоты Черноморского флота.
С октября 1943 года в звании капитана (затем майора) командовал 386-м отдельным батальоном морской пехоты Черноморского флота. Отличился во время Керченско-Эльтигенской десантной операции.
1 ноября 1943 года батальон под его командованием совместно с 318-й стрелковой дивизией десантировался в районе посёлка Эльтиген (ныне — Героевское, часть Керчи) и захватил плацдарм. В трудных условиях батальон удерживал его более чем месяц. После того, как все возможности обороны Эльтигенского плацдарма были исчерпаны, а прорвать установленную противником морскую блокаду плацдарма не удалось, участвовал в беспримерном прорыве десантников на гору Митридат 6 декабря 1943 года.
Указом Президиума Верховного Совета СССР от 17 ноября 1943 года за «образцовое выполнение боевых заданий командования на фронте борьбы с немецко-фашистским захватчиками и проявленные при этом мужество и героизм» капитан Николай Беляков был удостоен звания Героя Советского Союза с вручением ордена Ленина и медали «Золотая Звезда» за номером 719. Из личного состава его батальона за героизм на Эльтигенском плацдарме ещё 12 морских пехотинцев стали Героями Советского Союза, 425 бойцов награждены орденами и медалями.
После окончания войны с 1945 по 1947 годы продолжал службу в пограничных войсках, затем переведён в Вооружённые силы. В 1948 году окончил Военную академию имени Фрунзе. С 1956 года был замначальника Военного инженерного технического института ВМФ СССР по организационно-строевой части. В 1957 году в звании полковника был уволен в запас.
Жил в городе Выборге Ленинградской области, где работал начальником автохозяйства. С 1968 года проживал в Керчи. Умер 18 октября 1988 года.

Могила Белякова на городском кладбище Керчи.

## Награды
- Герой Советского Союза (17.11.1943)
- Два ордена Ленина
- Два ордена Красного Знамени (9.02.1944)
- Орден Отечественной войны 1-й степени (11.03.1985)
- Орден Красной Звезды
- Медаль «За боевые заслуги» (3.11.1944)
- медали[3].

## Память
- Почётный гражданин города Керчь (1972 год)
- Почётный гражданин Красноборского района